# Урлейка (село)
Урлейка — село в Пензенском районе Пензенской области России. Входит в состав Кондольского сельсовета.

## География
Село находится в центральной части Пензенской области, в пределах Приволжской возвышенности, в лесостепной зоне, на берегах реки Урлейки, на расстоянии примерно 5 километров (по прямой) к северо-востоку от села Кондоль, административного центра района. Абсолютная высота — 187 метров над уровнем моря.

### Климат
Климат характеризуется как умеренно континентальный, с умеренно холодной продолжительной зимой и относительно тёплым летом. Средняя температура воздуха самого тёплого месяца (июля) — 18,8 °C (абсолютный максимум — 40 °C); самого холодного (января) — −13 — −12 °C (абсолютный минимум — −47 °C). Безморозный период длится от 117 до 133 дней. Среднегодовое количество атмосферных осадков варьируется от 467 до 604 мм, из которых большая часть выпадает в тёплый период.

### Часовой пояс
Село Урлейка, как и вся Пензенская область, находится в часовой зоне МСК (московское время). Смещение применяемого времени относительно UTC составляет +3:00.

## Население
| 1748 | 1795  | 1859  | 1877  | 1884  | 1894  | 1914 |
| ---- | ----- | ----- | ----- | ----- | ----- | ---- |
| 500  | ↗1268 | ↘1109 | ↗1317 | ↗1493 | ↗1555 | ↘787 |
| 1921 | 1926  | 1930  | 1939  | 1959  | 1979  | 1989 |
| ↗903 | ↗959  | ↗1020 | ↗1472 | ↘624  | ↘471  | ↗514 |
| 1996 | 2002  | 2010  | 2016  |       |       |      |
| ↗538 | ↘495  | ↘431  | ↗456  |       |       |      |

### Национальный состав
Согласно результатам переписи 2002 года, в национальной структуре населения русские составляли 86 % из 495 чел.